# 陰道口
陰道口（英語：vaginal orifice）是陰道開口的縫隙，位在二片小陰唇之間，尿道開口的下方，是性交时阴茎插入阴道的入口，其大小和處女膜的面積有關，處女膜蓋住的面積越大，陰道口則越小。

## 婦科學
陰道的伸展度常隨著年齡的不同而有變化，健康成熟的婦女，陰道壁的伸展性不論生產過與否，多會隨年齡增加而增大，且一直到五十歲左右為止。
成熟女性的陰道伸展性，一般在2.5公分至9.3公分之間，一般成熟婦女若能以食指與手指等二指插入陰道，為正常伸展度。有些健康發育的未婚女性，也能毫無痛苦地接受二指的插入。倘若二指插入不易或困難甚至伴有疼痛現象，多為發育不良或性交障礙，其中少數婦女是陰道口較小，但未必是恥骨、尾骶骨與坐骨構成的面積較常人窄小。若先天陰道口窄小，在性交時、性交後容易疼痛，自然分娩時也比一般婦女來得困難。
另有臨床經驗指出，日本一些夫婦以為產後陰道鬆弛、陰道口過大，但大多只需彼此調整体位就可改善。

## 外部連結
- eMedicine Dictionary上的Vaginal+orifice
- 人体解剖学在线（Human Anatomy Online）网站上的相关图片：41:02-0303 - "The Female Perineum: The Vulva"

## 參考

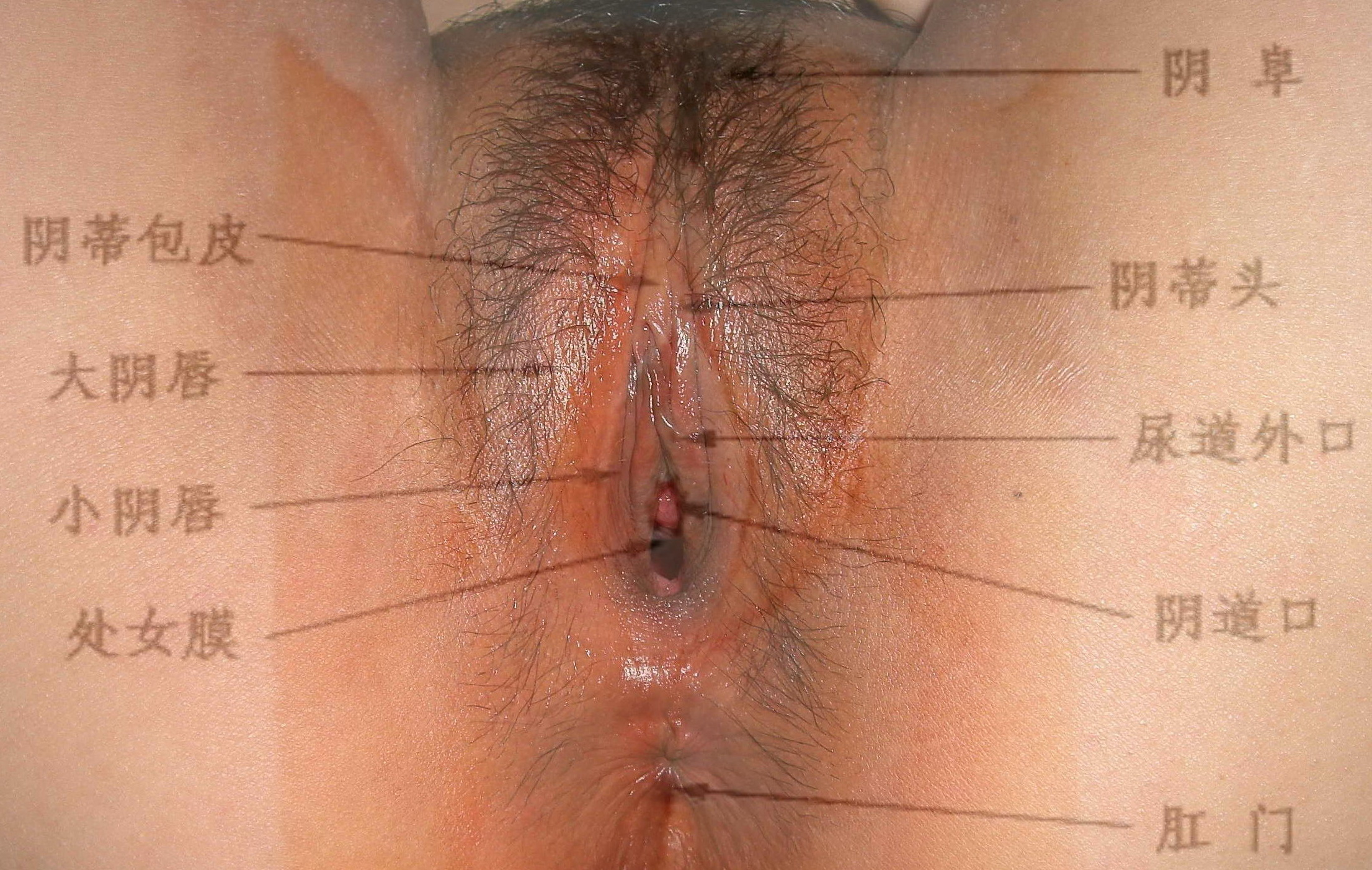
女性生殖器示意圖

翻開陰唇下的陰道口